# Andrzej Aleksandrowicz Sanguszko
Andrzej Aleksandrowicz Sanguszko (zm. 1534) – książę, namiestnik krzemieniecki w latach 1498-1522, bracławski i winnicki w 1500 r., starosta włodzimierski w latach 1508-1531, marszałek ziemi wołyńskiej w 1522 r. Syn Aleksandra Sanguszkowica, ożenił się z Marią Ostrogską, z którą miał synów: Romana (zm. 1517), Fiodora oraz córki: Zofię, Marię, Zofię (ur. ok. 1500), Fiedorę, Wasylisę (ur. 1500), Helena (ur. ok. 1500). Po raz drugi ożenił się z Bohdaną Odyncewicz, z którą miał córkę Hannę (zm. 1561). 
Jako właściciel dóbr włodawskich (Włodawa, Suszno, Szumin) oraz inicjator lokacji miasta został upamiętniony ulicą we Włodawie.